# Klášter Saint-Mathieu de Fine-Terre
Klášter Saint-Mathieu de Fine-Terre je opatství na mysu Saint-Mathieu na území vsi Plougonvelin v departementu Finistère, v severozápadní Francii (region Bretaň).

## Historie
Podle legendy bylo první opatství založeno v 6. století sv. Tanguyem na lidmi opuštěném zděděném pozemku, který byl situován přímo u oceánu. Místní mořeplavci sem prý z Egypta přivezli lebku sv. Matouše, která má být uložena v klášteře. Právě podle Matouše byl pojmenován nejen klášter, ale také mys a maják s dosvitem 60 km.
Od 12. století se opuštěné místo proměnilo v městečko přiléhající ke klášternímu komplexu, který byl horečně přestavován zhruba do dnešní podoby. Dnes není jisté ani datum založení ani osoba fundátora.
Ruiny, které lze spatřit, jsou zbytky chrámové lodi s klenbami a kulatými či osmibokými pilíři, okna a dochovaný chór. Vedle je románsko-gotický farní kostel Milostivé Panny Marie.